# Gerd Hergen Lübben
Gerd Hergen Lübben (* 31. Mai 1937 in Sillenstede, Landkreis Friesland) ist ein deutscher Autor sowie Kultur- und Bildungsarbeiter.

## Leben
Gerd Hergen Lübben wurde 1937 in Sillenstede, Landkreis Friesland, geboren. Er ging in Jever und Oldenburg zur Schule. Danach absolvierte er an der Georg-August-Universität Göttingen und der Rheinischen Friedrich-Wilhelms-Universität Bonn ein Magisterstudium mit den Fächern Philosophie, Literatur- und Musikwissenschaft, Dramaturgie, Vergleichende Religionswissenschaft und Völkerkunde, das er mit dem Grad Magister Artium (M.A.) abschloss.
Beschäftigung fand er unter anderem als Bauarbeiter, Regisseur, Journalist, Volkshochschul-Dozent in Wuppertal (1970–1972) Kulturamtsleiter in Unna (1972–1974), Volkshochschuldirektor in Unna (1974–1978) und Essen (1978–1995) und als Lehrbeauftragter an den Gesamthochschulen Wuppertal (Literatur) und Essen (Weiterbildung).
Lübben gründete die „Bühne für sinnliche Wahrnehmung – KONZIL“ (Bonn, 1961–1963). Er nahm teil am „Frankfurter Forum für Literatur“ (1966 und 1967), an der Frankfurter „Literarischen Messe“ (1968) und am „Ersten Kongress der Theaterautoren“ (Essen; 1993), wirkte mit beim Zusammenschluss bundesdeutscher Literatur-Werkstätten zum „Werkkreis Literatur der Arbeitswelt“ (Köln 1970) und bei der Gründung der „Kulturpolitischen Gesellschaft“ (Dortmund 1975), und er half mit bei der Organisation interkommunaler Kulturfestivals („URBS '71“ in Wuppertal, „KULTUR '90“ in Essen).

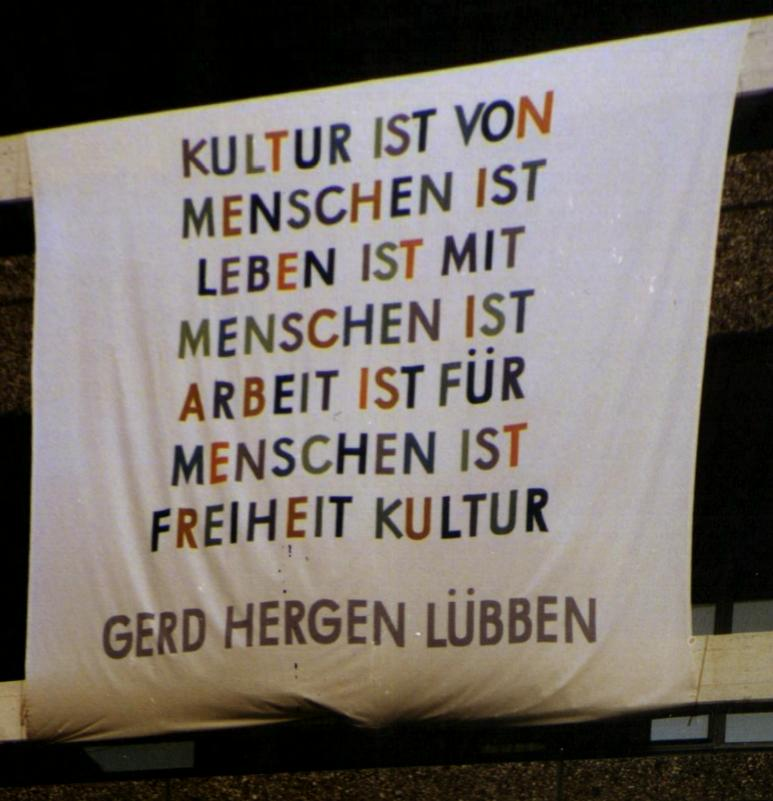
Gerd Hergen Lübben: Kultur ist-Transparent — „aus dem Fenster gehängt“.

Lübben hat Mitte der 70er Jahre das kulturelle Leben in der Stadt Unna geprägt, in deren Dienst er von 1972 bis 1978, nach umfassender Bestandsaufnahme, ein Gesamtkonzept für Bildung, Kultur und Freizeit mitentwickelte und vorantrieb. Im Februar 1974 verabschiedete der Kulturausschuss des Rates der Stadt Unna seine ersten, von Lübben vorgelegten „Kulturpolitischen Grundsätze“ und das Konzept für einen kommunalen „Kulturentwicklungsplan“. Unter Lübben’s Leitung wurde für die Volkshochschule als kommunaler Weiterbildungseinrichtung mit den Nachbargemeinden Fröndenberg und Holzwickede eine Vereinbarung erarbeitet und in den Ratsversammlungen verabschiedet. – Ab 1978 war Lübben Direktor der Volkshochschule der Stadt Essen erarbeitete eine Kooperation mit den Theatern und den Museen.
Im Zuge der kulturpolitischen Aufbruchstimmung in Unna konnte das städtische Kulturressort professionell ausgestattet und gemäß Lübbens Motto „Weniger ‚Veranstalteritis│Kultur für Räume‘, mehr ‚Offenheit│Raum für Kultur‘!“ mit Kindermalfesten ausgestaltet werden, sowie Ausstellungs-, Film-, Theater- und Konzertreihen fördern, darunter die legendär gewordene Reihe JAZZ AKTUELL. In der Reihe traten auf – teils solistisch, teils in jeweils aktueller Gruppierung –: Dollar Brand (= Abdullah Ibrahim), Peter Brötzmann, Han Bennink und Fred Van Hove, „Wolfgang Dauner etcetera“, Gunter Hampel und Jeanne Lee, Albert Mangelsdorff, Dave Pike, Alexander von Schlippenbach, Peter Kowald und Manfred Schoof, Tomasz Stańko, Ralph Towner und Detlef Schönenberg/Günter Christmann+Pina Bausch:
Lübben ist Mitglied im Verband deutscher Schriftstellerinnen und Schriftsteller (VS); er war zeitweise Sprecher des VS-Bezirks Ruhr. Lübben hat u. a. wissenschaftliche und berufsfachliche Beiträge, Gedichte und Logorhythmen, Filmtexte und Theaterstücke (Emphasen für Bühne) veröffentlicht.
Unter seinen literarischen Werken sind wiederholt publizierte und zitierte Gedichte wie die auf eine von Heinrich Heine im Romanfragment Rabbi von Bacherach verwendete Ritualmordlegende sich beziehende Ballade Textfund zu Bacherach, der auch als Kantate vertonte und aufgeführte Sonettenkranz Jahr um Jahr auf das Basis-Sonett krokus im märz sowie die als Logorhythmen bezeichneten Texte Vom Rolandsystem und Vom Essener Marcus.
Seit 1999 lebt Gerd Hergen Lübben wieder in Bonn. Er ist mit der Schauspielerin und Marionettentheatergründerin Karin Lübben verheiratet; sie haben zwei gemeinsame Söhne; Jörn Felix Lübben (* 1966) ist Hochschullehrer und Tobias Lübben (* 1973) ist Journalist.

## Veröffentlichungen (Auswahl)
Einzelpublikationen
- Feuerfuß. Emphase für Bühne; 1960 (Bühnentext; Bonn, Erstaufführung: 15. Februar 1961)
- Memento. Emphase für Bühne; 1961 (Bühnentext; Bonn, Erstaufführung: 30. Juni 1961)
- Sieben verschriebene Lieder. Sangstück; 1961 (Bühnentext; Bonn, Erstaufführung: 8. Dezember 1961)
- Um nop. Emphase 3; 1962 (Bühnentext; Bonn, Erstaufführung: 2. Februar 1962)
- Tau. Emphasis 4; 1963 (Bühnentext; Erstaufführung: 8. Februar 1963)
- Sieben verschriebene Lieder und Texte. München 1966
- Kakerlak oder Der Eingriff. Stück (Bühnentext); Stuttgart 1967
- Religiosität im Marxismus? Beitrag zu einer religionswissenschaftlichen Erörterung; Sonderdruck (aus „Religion und Religionen“; Bonn 1967)
- Ernst Marcus. Ausgewählte Schriften, Band II. Nachwort; Sonderdruck; Bonn 1981
- AusBruchVersuche. Logorhythmen und Versionen. Essen 1984. ISBN 3-922507-25-5.
- Grüße aus Lübben. Vergessen Herz · Vergossen Blut. Gedichte. Berlin (1991). ISBN 3-89009-197-0.
- YDBY│zeit nächte zu wachen. Gedichte. Essen 1993. ISBN 3-89206-510-1.
- Feuerfuß meinetwegen oder Die Zebattu-Pentade. Fünf Stücke – Emphasen für Bühne (Dodola; Memento oder Grüß Gott Zebattu; Julietta; Zebattu oder Der Eingriff; Trissire). Essen 1993. ISBN 3-89206-511-X.
- Jahr um Jahr│logorhythmen · verlies. Gedichte. Essen 1998. ISBN 3-89206-880-1.
- Versionen:
  - I - »Aus dem Logbuch eines Seelenverkäufers«, »Thinka kann tanzen • Kleists Emphasen«, »Zueignungen • Daimonion« und andere Texte; E-Book 2014; ISBN 978-3-95577-773-9.
  - II - »Lübbener Vortex • Wurten • Ins Freie«, »Etwas zu schreiben • Celan • Old Ez«, »RWE Olé • Delische Körper • Matwich« und andere Texte; E-Book 2014; ISBN 978-3-95577-800-2.
  - III - »Vom Essener Marcus«, »Fund zu Bacherach • Natürliche Grablegung«, »Ydby opak ahoi • Jahr um Jahr« und andere Texte; E-Book 2014; ISBN 978-3-95577-835-4.
- im lidschlag die drosseln : gedichte. Bamberg 2015. ISBN 978-3-935167-11-6.

Herausgeberisches
- Ernst Marcus: Ausgewählte Schriften. 2 Bände (Mitherausgeber mit Gottfried Martin). Bd. I (Bonn 1969; ISBN 3-416-00642-9) u. Bd.II (Bonn 1981; ISBN 3-416-01385-9).
- Ihr aber tragt das Risiko. Reportagen aus der Arbeitswelt (Mitherausgeber mit Peter Fischer, Günter Hinz und Heinrich Pachl im Werkkreis Literatur der Arbeitswelt). Reinbek 1971. ISBN 3-499-11447-X.
- Augustus Buchner: Deutsche Gedichte (Mitherausgeber mit Wulf Segebrecht). Bamberg 2020. ISBN 978-3-935167-12-3.

Texte in Sammelpublikationen
- Religiosität im Marxismus? Beitrag zu einer religionswissenschaftlichen Erörterung. In: „Religion und Religionen“; hrsg. von Rudolf Thomas. Bonn 1967
- Neues Museum. Ein Konzept. Wuppertal 1970 (Mitverfasser)
- Lebenslänglich: Alternsprozesse, Lernprozesse. In: „Die abgeschobene Generation - Vorschläge zur Überwindung der Isolation alter Menschen“; hrsg. von Ursula Schulz. Wuppertal 1972
- Gesang aus Gewahrsam. In: „Bombenstimmung; Worte gegen Waffen aus Liebe zum Leben“; hrsg. von Thomas Rother. Essen 1983
- Ins Freie. In: „Im Autobahnkreuz“; hrsg. von Westfälischen Literaturbüro. Essen 1984
- Heurekas Gleichung mit Kogito. In: „Essener Lesebuch“; hrsg. von Walter Wehner. Essen 1984
- Lesezeichen. In: „Bibliographie Essener Autoren“; hrsg. von Walter Wehner. Essen 1986
- krokus im märz. In: „Das deutsche Gedicht - Vom Mittelalter bis zur Gegenwart“; hrsg. von Wulf Segebrecht. Frankfurt/Main 2005
- Der Textfund zu Bacherach. In: „Deutsche Balladen. Gedichte, die dramatische Geschichten erzählen“; hrsg. von Wulf Segebrecht. München 2012

Texte in Zeitungen und Zeitschriften
- Sieben verschriebene Lieder. sangstück; in: „akut“, Nachrichtenblatt, XIV. Jahrgang, Ausgabe 6, Seite 12 (Bonn 1962)
- ΑΠΟ “ΤΡΑΓΟΥΔΙΑ ΓΙΑ ΤΗ ΛΙΛΑ„ (= Aus „Lieder für Lila“). In: Nea Estia, Heft 906, S. 443 (Athen 1965; Übers. ins Griechische von Angelos Parthenis)
- Story. In: Frankfurter Allgemeine Zeitung, 14. April 1966
- Ein Singsang. In: Frankfurter Allgemeine Zeitung, 20. April 1966
- Um. In: Frankfurter Allgemeine Zeitung, 11. Mai 1966
- Atheistische Religion. In: Frankfurter Allgemeine Zeitung, 21. Juni 1966
- Irrationale Religion. In: Frankfurter Allgemeine Zeitung, 13. Juli 1966
- Popsong. In: Frankfurter Allgemeine Zeitung, 15. August 1966
- Nichts als Gott. In: Frankfurter Allgemeine Zeitung, 18. August 1966
- Wo bleibt Quetzalcouatl?. In: Frankfurter Allgemeine Zeitung, 22. August 1966
- Heimatlied. In: Frankfurter Allgemeine Zeitung, 13. Oktober 1966
- Gefällte Lorbeerhaine, ausgeraufte Lilien. Marx, Marxismus und die Religionen. Nach der chinesischen Kulturrevolution. In: Frankfurter Allgemeine Zeitung, 9. Dezember 1966
- Mit und ohne Gott. In: Frankfurter Allgemeine Zeitung, 25. Januar 1967
- Was lachen macht. In: Frankfurter Allgemeine Zeitung, 13. Februar 1967
- Zeitweise. In: Frankfurter Allgemeine Zeitung, 20. Februar 1967
- Personale Philosophie. Kants Lehre vom aufzuklärenden Menschen. In: Frankfurter Allgemeine Zeitung, 10. März 1969
- Zeitgeist und Gott. In: Frankfurter Allgemeine Zeitung, 21. März 1967
- Gesang aus Gewahrsam. In: Frankfurter Allgemeine Zeitung, 8. Juli 1967
- In dulci dubio. In: Frankfurter Allgemeine Zeitung, 19. Juli 1967
- Warten auf Gott. In: Frankfurter Allgemeine Zeitung, 29. Juli 1967
- Ohne Etikette. Das literarische Chanson. In: Frankfurter Allgemeine Zeitung, 10. Oktober 1967
- Erlöserfragen. In: Frankfurter Allgemeine Zeitung, 12. Dezember 1967
- Mythologische Bilanzen. In: Frankfurter Allgemeine Zeitung, 12. Dezember 1967
- Auf dem Holzweg zu Heil? „Yoga in Deutschland“. In: Frankfurter Allgemeine Zeitung, 5. Januar 1968
- Chiffre Christus. In: Frankfurter Allgemeine Zeitung, 31. Mai 1968
- Geist auf Abruf. Computerisierte Geistesarbeit. In: Frankfurter Allgemeine Zeitung, 8. Juni 1968
- Die Vernunft und die Wirklichkeit. Der 14. Internationale Kongreß für Philosophie (I). In: Frankfurter Allgemeine Zeitung, 4. September 1968
- Denen das Denken schwerer fällt. Bericht vom Philosophenkongreß in Wien (II). In: Frankfurter Allgemeine Zeitung, 18. September 1968
- Für einen redenden Gott. In: Frankfurter Allgemeine Zeitung, 28. September 1968
- Verschiedenes aus dem Auge Gottes. In: Frankfurter Allgemeine Zeitung, 7. Oktober 1968
- Betr.: „Fassungen“. 1961, E. Jünger, Werke 8, S. 331 ff. In: Streit-Zeit-Schrift; Heft VI, 2. Frankfurt am Main 1968
- Ohne Heil? Im Dialog: Buddhismus und Christentum. In: Frankfurter Allgemeine Zeitung, 28. Februar 1969
- A la Allah. In: Frankfurter Allgemeine Zeitung, 26. März 1969
- Cargo aus Kanaan. Religionen der Südsee und Australiens. In: Frankfurter Allgemeine Zeitung, 24. April 1969
- Broschierter Kant zur Wahl. Wanderungen durch ein Gedankenmassiv. In: Frankfurter Allgemeine Zeitung, 10. Mai 1969
- Die Religion im Sowjetstaat. In: Frankfurter Allgemeine Zeitung, 10. Juni 1969
- Gott ist tot – und was das heißt. (Zu Ernst Bloch, „Atheismus im Christentum. Zur Religion des Exodus und des Reichs“). In: Frankfurter Allgemeine Zeitung, 7. Oktober 1969
- Magd der Wissenschaft. Der IX. Deutsche Kongreß für Philosophie in Düsseldorf. In: Frankfurter Allgemeine Zeitung, 21. Oktober 1969
- Aus dem Korb der Lehrreden Buddhas. (Zur Gesamtausgabe der „Anguttara-nikaya“). In: Frankfurter Allgemeine Zeitung, 25. November 1969
- Mit Kant in die USA. Bemerkungen zum Kant-Kongreß in Rochester. In: Frankfurter Allgemeine Zeitung, 26. Juni 1970
- Maschinen und Lohntüten literarisch. In: Volkshochschule im Westen; Heft 6, 1970
- Berichte aus der Arbeitswelt. Literarische Werkstätten tagten in Mannheim. In: Frankfurter Allgemeine Zeitung, 11. November 1970
- Lernprozesse im Museum. In: Volkshochschule im Westen; Heft 1, 1971
- Spracharbeit und Arbeitswelt. Vom „Wupperbund“ zur Wupper-„Werkstatt“. In: Westdeutsche Rundschau, 2. Januar 1971
- Aus der Maloche zur Sprache. Die Wuppertaler Werkstatt für Literatur der Arbeitswelt. In: Werkstatt-Heft 1 (Wuppertal 1971)
- Leitlinien für die Volkshochschulen. In: Frankfurter Allgemeine Zeitung, 9. November 1971
- Urbs 71. Notizen zu einer kulturellen Initiative. In: Der Städtetag; Heft 9, Köln 1972
- Informationszentrum, Medienzentrum, Selbstlernzentrum. In: Buch und Bibliothek, Heft 1, 1972
- Kommunale Kulturarbeit und die kulturellen Vereinigungen. In: Westfälische Rundschau, 2./3. September 1972
- Die Versteppung des Reviers. Soll die Dortmunder Oper zumachen? In: Die Zeit, 8. Februar 1974
- Animationen – mit eigenen Füßen fortzuschreiten. Vorstellung eines Begriffs und seiner Wirkungen. In: Buch und Bibliothek; Heft 6, 1977
- „Metamorphosen des Buches“. Notizen zur Bücher-Abteilung der documenta 6. In: Buch und Bibliothek; Heft 10, 1977
- Anregen statt schulmeistern. Animation, ein kulturpolitisches Programm wider die passive Konsumhaltung. In: Vorwärts, 10. November 1977. [Nachdruck in: Kulturpolitische Mitteilungen, Zeitschrift der Kulturpolitischen Gesellschaft (1978)]
- Gesang vom Rolandssystem. In: Schreibheft, Zeitschrift für Literatur und kulturelle Initiativen; Heft 14 (1980; Essen)
- Pflichteinrichtung Volkshochschule. In: Volkshochschule im Westen, Zeitschrift des Deutschen Volkshochschul-Verbandes; Heft 5 (Dortmund 1985)
- Akku-Ladung für Kultur und Bildung. Bausteine aus der Zukunft-Werk-Statt. In: Revier-Kultur, Zeitschrift für Gesellschaft/Kunst/Politik im Ballungsraum; Heft 2, 1987 (Essen)
- die gedanken fliegen die gedanken tanzen. In: Westdeutsche Allgemeine Zeitung, 27. Januar 1990
- Sprachgitter | Landessprache. Betr.: Celan / Dichterlesung. In: Tasten, Magazin / Zeitschr. f. Literatur; 5. Ausg.; 1992/93 (Wuppertal)
- Mehr Freiraum Für das Wagnis. Erster Kongreß deutschsprachiger Stückeschreiber in Essen. In: Der Tagesspiegel, 4. Juni 1993 (Berlin)
- Dem Dichter des Lesens. In: Impressum (Nachfolge) – Periodikum für AutorInnen und VerlegerInnen, 3. Jg., Nr. 9/1998 (Siegen)
- Wie man unsere Theater durch Reformen retten kann. In: Westdeutsche Allgemeine Zeitung, 4. März 1995
- »…Roman starb« in Essen dank »Schreibheft«. In: Kunst & Kultur – Zeitschrift der IG Medien, Nr. 2/1998 (Stuttgart)
- Wortfacharbeiter auf der Suche nach Don Quichotte. In: Kunst & Kultur – Zeitschrift der IG Medien, Nr. 3/1998 (Stuttgart)
- Datenschatten im Sauerteig. In: Kunst & Kultur – Zeitschrift der IG Medien, Nr. 2/1999 (Stuttgart)
- Kleist und die Emphase der Tarantella. In: 'rohrblatt – Magazin für Oboe, Klarinette, Fagott und Saxophon; 2000, Heft 3 (Schorndorf)
- Der Textfund zu Bacherach (Vorsatz / »vom Heiligen Werner und Pogrom in Bacherach am Rhein« / Nachklang). In: Die Brücke – Forum für antirassistische Politik und Kultur, Heft 140, 2/2006 (Saarbrücken)
- Wie von Engeln zu singen. In: Die Brücke – Forum für antirassistische Politik und Kultur, Heft 142, 4/2006 (Saarbrücken)
- Rolandsystem • Logorhythmen. In: „Die Brücke – Forum für antirassistische Politik und Kultur“, Heft 146, 4/2007 (Saarbrücken). – (Nachdruck in „Rhein! Zeitschrift für Worte, Bilder, Klang“, Nr. S 2, Köln 2013, S. 50 ff.)
- Auf schmalem Grat • Für ein Lernen und Wachsen aus dem Geist der Wahrheit, der Kunst und der Menschlichkeit. Annäherungen an den Pädagogen Artur Jacobs – auch mit Blick auf den Philosophen Ernst Marcus und die Bewegungsbildnerin Dore Jacobs, geborene Marcus. In: „Die Brücke – Forum für antirassistische Politik und Kultur“, Saarbrücken 2008 (ISSN 0931-9514 • ISBN 3-925134-11-5), Heft 147 ff (»Ricercar I« • „Intrada alla ricerca: Spurensuche, Ausgangsebenen“ und „Erste Annäherung: Von mir aus — Propädeutische Schnappschüsse“; »Ricercar II« • „Zweite Annäherung: Zu Marcus und Jacobs — Ziegelsteine, Frachtgut“; »Ricercar III« • „Dritte Annäherung: Wesen und Ziele einer Volkshochschule — Gelebte Utopie“).
- Vom Essener Marcus • Logorhythmen. In: „Die Brücke – Forum für antirassistische Politik und Kultur“, Heft 150, 1/2009 (Saarbrücken), S. 19–24
- Unser Land (1: Lubinski aus Lubin; 2: Von gestern; 3: Noch heute; 4: Heimatlied; 5: Morgenröte). In: „Die Brücke – Forum für antirassistische Politik und Kultur“, Heft 155, 3/2010 (Saarbrücken), S. 95
- »Wenn im Herbscht ↔ Skål und Salut.« neun mails betreffend autoren im netz. In: Die Brücke – Forum für antirassistische Politik und Kultur, Heft 157, 2/2011 (Saarbrücken), S. 154f.[25]
- Thinka • Wappenschwanrap; Text- & Bild-Collage. In: „Die Brücke – Forum für antirassistische Politik und Kultur“, Heft 159, 1/2012 (Saarbrücken), S. 138
- Sieben Programmsplitter (betr.: »bühne für sinnliche wahrnehmung • Konzil«). In: „Rhein! Zeitschrift für Worte, Bilder, Klang“, Nr. 5 (Köln 2012), S. 74 f.
- Alte Hefte (I: ihrem weissfedervieh; II: geesche und aischa; III: wiedersehn.) In: „Die Brücke – Forum für antirassistische Politik und Kultur“, Heft 162, 1/2013 (Saarbrücken), S. 95
- Delische Körper. Drei Versionen angesichts von Werken des Bildhauers Carlernst Kürten (I | Möglichkeitsraum • Alte Heide; II | Hab's gewagt • Körper Apolls; III | Alt mahlisch • Daheim). In: „Rhein! Zeitschrift für Worte, Bilder, Klang“, Nr. 6 (Köln 2013), S. 68 ff.
- ΚΡΟΚΟΣ ΤΟΝ ΜΑΡΤΗ (= „krokus im märz“). In: Pariana, Heft 128, S. 55 (Athen 2013; Übers. ins Griechische von Angelos Parthenis)

Texte im Internet
- Tharandt, Taranto, Tarantella - »Kleist«-Emphasen (Memento vom 4. Oktober 2012 im Internet Archive). In: Wissenschaft-Seite des Kleist-Archivs Sembdner der Stadt Heilbronn (© 2000).
- Drei Dedikate. Im Gutenberg-Projekt / Neue Autoren (© 2001).
- Musenalmanach. Gedicht. In LYRIKwelt – URL (© 2002).
- Didi ist tot oder Was machen deine Bücher. Gedicht. In LYRIKwelt (© 2003).

Film-Texte
- Flucht. Film von Jürgen Hilgert u. Gerhard Schmidt (1961)
- Um Nop. Emphase mit Sequenzen; Foto von Heinrich Breloer und Film von Jürgen Hilgert u. Gerhard Schmidt (1962)
- Morgengrauen. Film von Jürgen Hilgert u. Gerhard Schmidt (1963)

Texte auf Tonträger
- Jahr um Jahr (Aufs Neue, Lullaby-Elegien, Unbeschwert, In unserer Mitte). Kantate-Text. Vertonung von Heinz Ufer. Auf CD „Jahresverläufe“ (LC 02570 / CM 6.40008; Horse records 2002)

## Vertonungen
- „Sieben verschriebene Lieder. sangstück: I. das ist doch nur; II. wo der tod; III: tu nichts verkehrts; IV. als david eines warmen abends; V. der krieg kommt durch die städte; VI. heute nacht; VII. lieber clown“. Bonn 1961 / Musik: Georg Müller.[2][26][27]
- Jahr um Jahr. Kantate: I. Auf's Neue; II. Lullaby-Elegien; III: Unbeschwert; IV. In unserer Mitte. Mannheim 1997 / Musik: Heinz Ufer.[28][29]